# Kung Fu Panda 3
Kung Fu Panda 3 este un film de comedie animat de arte marțiale animat în 2016 3D produs de DreamWorks Animation, China Film Group Corporation, Oriental DreamWorks și Zhong Ming You Ming Film și distribuit de 20th Century Fox. Este al treilea film din franciza Kung Fu Panda și continuarea Kung Fu Panda 2. În film, Po intră în satul panda și se reuneste cu tatăl său de naștere și alte pande, dar problemele apar atunci când un duh ticălos războinic, numit Kai, se întoarce în tărâmul muritor și fură chi de la maeștrii kung fu. Pentru a împiedica Kai să ia chi de la toți maeștrii kung fu și panda, Po formează armata de panda pentru a lupta cu jadii lui Kai, iar Po trebuie să devină maestru al chi-ului pentru al învinge și a-și salva prietenii.